# Lutalo Muhammad
Lutalo Muhammad (Walthamstow, 3 giugno 1991) è un taekwondoka britannico.
Ha rappresentato la Gran Bretagna ai Giochi olimpici estivi di Londra 2012, vincendo il bronzo nel torneo degli 80 kg, e di Rio de Janeiro 2016, dove ha ottenuto l'argento nella stessa categoria di peso.

## Palmarès
- Giochi olimpici

Londra 2012: bronzo negli 80 kg.
Rio de Janeiro 2016: argento negli 80 kg.
- Europei

Manchester 2012: oro negli 80 kg.
Baku 2014: bronzo negli 80 kg.
- Giochi europei

Baku 2015: bronzo negli 80 kg.